# Joanna Satoła-Staśkowiak
Joanna Satoła-Staśkowiak – polska językoznawczyni, slawistka, tłumaczka, doktor habilitowana nauk humanistycznych. Związana z Akademią Humanistyczną-Ekonomiczną w Łodzi, a wcześniej także z Instytutem Slawistyki Polskiej Akademii Nauk. Jej zainteresowania badawcze skoncentrowane są wokół językoznawstwa słowiańskiego- języków południowosłowiańskich, przede wszystkim języka bułgarskiego, językoznawstwa korpusowego i współczesnej semantyki polskiej oraz bułgarskiej.

## Wykształcenie i kariera naukowa
Absolwentka Wydziału Filologicznego Uniwersytetu Łódzkiego, na którym ukończyła w 2001 roku studia slawistyczne zwieńczone pracą magisterską Zdania z imiesłowami przysłówkowymi w „Panu Tadeuszu” w tłumaczeniu Błagi Dmitrovej pod kierunkiem prof. dr hab. Małgorzaty Korytkowskiej.
W 2006 roku zakończyła studia doktoranckie w Instytucie Slawistyki Polskiej Akademii Nauk, w którym nadano jej stopień naukowy doktora nauk humanistycznych – rozprawa doktorska Ekwiwalencje przekładowe czasów pareterytalnych w języku polskim i języku bułgarskim, stworzona pod kierunkiem prof. dr hab. Stanisława Karolaka, a w czasie jego choroby obowiązki promotora przejął dr hab. prof. IS PAN Roman Roszko.
Po obronie doktoratu (od 2007 roku) związana zawodowo z Instytutem Slawistyki PAN jako adiunkt do 2017 roku.
W 2016 roku uzyskała stopień naukowy doktora habilitowanego w zakresie językoznawstwa nadany w IS PAN. Jej monografia habilitacyjna to Najmłodsza leksyka polska i bułgarska.
Od 2017 roku związana zawodowo z Akademią Humanistyczno-Ekonomiczną w Łodzi, w której przez dwie kadencje pełniła funkcję rektora uczelni. Obecnie jest profesorem uczelni oraz wykładowczynią na kierunkach filologicznych, m.in. Filologia, Filologia polska czy Dziennikarstwo i komunikacja społeczna. Pełni funkcję promotorki, a także recenzentki w przewodach doktorskich.
Publikuje artykuły naukowe zarówno w Polsce, jak i za granicą w czasopismach językoznawczych, w szczególności w obszarze przekładoznawstwa oraz językoznawstwa slawistycznego.

## Kariera zawodowa
Najpierw doktorantka, a następnie adiunkt w Instytucie Slawistyki PAN (2007-2017), była rektor AHE w Łodzi, obecnie wykładowczyni uczelni. Jest także nauczycielką mianowaną języka polskiego. W swoim dorobku ma również działalność popularyzatorską, jest autorką popularnonaukowego poradnika językowego pt. Poradnik językoznawczyni, współprowadzi audycję radiową Nawiasem mówiąc poświęconą poprawności językowej i kulturze języka w Radiu Łódź.
Była zaangażowana w rozwój Fundacji Slawistycznej w Warszawie (2013-2017), działającej na rzecz środowiska naukowego. Pełniła funkcję prezesa tej fundacji.

### Wybrane projekty naukowe
Jako slawistka realizowała wiele projektów o charakterze krajowym lub międzynarodowym, między innymi:
1. Tytuł projektu: Polish-Bulgarian lexical parallels. Istytucje realizujące: Akademia Humanistyczno-Ekonomiczna i Instytut Języka Bułgarskiego BAN. Lata realizacji projektu: 2022 – nadal (kierownik projektu).
2. Tytuł projektu: „Language Phylogeny Poster”. Rodzaj projektu: projekt międzynarodowy łączący naukowców z 18 krajów, pomysłodawcą jest Freie Universität Berlin (Teodor C. H. Cole). Lata realizacji: 2021 – nadal (kierownik projektu ze strony polskiej).
3. Tytuł projektu: „Bułgarsko-polskie paralele leksykalne – Bulgarian-Polish lexical parallels”. Rodzaj projektu: projekt międzynarodowy Instytutu Slawistyki PAN i Instytutu Języka Bułgarskiego BAN. Lata realizacji projektu: 2012–2014 / 2015–2017 (kierownik projektu).
4. Tytuł projektu: „Polsko-słowacko-bułgarskie leksykalne konfrontacje językowe – Polish-Slovak-Bulgarian lexical language confrontations”. Rodzaj projektu: projekt międzynarodowy Instytutu Slawistyki PAN i Instytutu Slawistyki Jana Stanisława Słowackiej Akademii Nauk. Lata realizacji projektu: 2016–2018 (kierownik projektu).
5. Tytuł projektu: „Baza terminologii lingwistycznej podstawowych (uniwersalnych) kategorii semantycznych – Linguistic Terminology. Database of Basic (Universal) Semantic Categories”. Rodzaj projektu: projekt międzynarodowy Instytutu Slawistyki PAN i Instytutu Slawistyki PAN i Instytutu Lingwistyczno-Informatycznego NANU. Lata realizacji projektu: 2010–2014 (wykonawca projektu).
6. Tytuł projektu: „Polsko-ukraińskie i ukraińsko-polskie paralele leksykalne – Polish-Ukrainian and Ukrainian-Polish corresponding lexis”. Rodzaj projektu: projekt międzynarodowy Instytutu Slawistyki PAN i Instytutu Slawistyki PAN i Instytutu Lingwistyczno-Informatycznego NANU. Lata realizacji projektu: 2015–2017 (wykonawca projektu).
7. Tytuł projektu: „Semantyka i konfrontacja językowa (ze szczególnym uwzględnieniem dwujęzycznych słowników elektronicznych) – Semantics and Contrastive Linguistics with a Focus on a Bilingual Electronic Dictionary”. Rodzaj projektu: projekt międzynarodowy Instytutu Slawistyki PAN i Instytutu Matematyki i Informatyki BAN. Lata realizacji projektu: 2009–2010 i 2011–2014 (wykonawca projektu).
8. Tytuł projektu: „Kwantyfikacja czasu i aspektu w języku naturalnym na bazie „Gramatyki konfrontatywnej bułgarsko-polskiej” (badania teoretyczne i zastosowania informatyczne) – Quantification of the categories tense and aspect in Bulgarian, Polish and English based on the „Bulgarian-Polish Contrastive Grammar” (Theoretical investigations and computer application)”. Rodzaj projektu: projekt międzynarodowy Instytutu Slawistyki PAN i Instytutu Języka Bułgarskiego BAN. Lata realizacji projektu: 2009–2011 (wykonawca projektu). Udział w konsorcjach i sieciach badawczych Konsorcjum naukowe Sieć 2 zawiązane w celu realizacji Projektu „CLARIN” (członkowie konsorcjum: Instytut Slawistyki PAN, Politechnika Wrocławska, Instytut Podstaw Informatyki PAN, Uniwersytet Łódzki, Polsko-Japońska Wyższa Szkoła Technik Komputerowych, Uniwersytet Wrocławski), okres: 2013–2015, członek zespołu wchodzącego do konsorcjum (wraz grupą naukowców z Instytutu Slawistyki PAN), (wykonawca projektu).

### Wybrane publikacje – monografie i książki
- Polsko-bułgarskie odpowiedniości przekładowe czasów przeszłych, Instytut Slawistyki PAN, Slawistyczny Ośrodek Wydawniczy, Warszawa 2010, s. 144.
- Współczesny słownik bułgarsko-polski, Slawistyczny Ośrodek Wydawniczy, Warszawa 2014, s. 335. (razem z Violettą Koseską-Toszewą)
- Najmłodsza leksyka polska i bułgarska, Slawistyczny Ośrodek Wydawniczy, Warszawa, s. 280.
- Tłumacząc nieprzetłumaczalne. Zdania z imiesłowami przysłówkowymi w „Panu Tadeuszu” i ich odpowiedniki w bułgarskim tłumaczeniu Błagi Dymitrowej, Wydawnictwo UŁ, Łódź, s. 114.
- Poradnik językoznawczyni, Wydawnictwo AHE, Łódź, s. 107.
- Pokaż język! O językach, dla ciekawych, Wydawnictwo AHE, Łódź